# اکتومورف (گروه موسیقی)
اکتومورف (انگلیسی: Ektomorf) نام یک گروه موسیقی سبک هوی متال از مجارستان‌ است.